# La famiglia Passaguai fa fortuna
Pour plus de détails, voir Fiche technique et Distribution.
La famiglia Passaguai fa fortuna est une comédie italienne réalisée par Aldo Fabrizi et sortie en 1952.
Il s'agit de la suite du film à succès La famiglia Passaguai (1951).

## Synopsis
Le cavalier Passaguai, qui a perdu son emploi à la fin du film précédent, se lance dans les affaires avec un ancien camarade rencontré par hasard. Tous deux se font passer pour des millionnaires en pensant que l'autre l'est vraiment, sont impliqués dans une spéculation immobilière et seul un coup de chance inattendu les sauvera d'une prison certaine.

## Fiche technique
- Titre original italien : La famiglia Passaguai fa fortuna[1]
- Réalisation : Aldo Fabrizi
- Scénario : Anton Germano Rossi, Aldo Fabrizi, Mario Amendola, Ruggero Maccari
- Photographie : Mario Bava
- Montage : Nella Nannuzzi
- Musique : Carlo Innocenzi, Rico Simeone
- Décors : Carlo Vignati
- Production : Aldo Fabrizi
- Société de production : Alfa Film XXXVII
- Pays de production :  Italie
- Langue originale : italien
- Format : Noir et blanc - 1,37:1 - Son mono - 35 mm
- Genre : comédie
- Durée : 77 minutes
- Dates de sortie : 
  - Italie : 7 mars 1952

## Distribution
- Aldo Fabrizi : Peppe Passaguai
- Erminio Macario : Giocondo Diotallevi
- Ave Ninchi : Margherita Passaguai
- Luigi Pavese : cavalier Girdini
- Virgilio Riento : Cosimo Pelacoccie
- Marisa Merlini : comtesse
- Carlo Delle Piane : Pecorino
- Carlo Rizzo : ingénieur Salomone
- Giovanna Ralli : Marcella
- Giancarlo Zarfati : Gnappetta
- Alfredo Rizzo : journaliste
- Lia Reiner : Vera

## Production
Il a été tourné dans les studios Ponti-De Laurentiis à Rome et a réuni une grande partie des acteurs et de l'équipe du film précédent.